# Trichogramma carina
Trichogramma carina is een vliesvleugelig insect uit de familie Trichogrammatidae. De wetenschappelijke naam is voor het eerst geldig gepubliceerd in 1843 door Walker.